# Constitució espanyola de 1978
La Constitució espanyola és la màxima llei escrita de l'ordenament jurídic i de l'Estat espanyol. S'hi regulen els deures i drets fonamentals dels ciutadans, la forma i estructura de l'Estat. La Constitució espanyola actual fou aprovada en el referèndum del 6 de desembre de 1978 i sancionada pel rei Joan Carles I d'Espanya el 27 de desembre de 1978, essent la novena constitució de l'Estat espanyol.
El Dia de la Constitució Espanyola és una de les festes nacionals d'Espanya i es va establir que se celebraria el 6 de desembre.

## Gestació
El 15 de desembre de 1976 es ratifica la Llei per a la Reforma Política que posa punt final al règim franquista i obre el camí a unes corts constituents, amb la qual cosa s'obre un procés que culminarà amb l'aprovació per referèndum del 6 de desembre de 1978 de la Constitució.
Amb les eleccions del 15 de juny de 1977 es formen unes corts constituents, formades per dues Cambres: el Congrés i el Senat. Es va elegir una Comissió Constituent del Congrés, la qual designà una Ponència integrada pels Diputats Gabriel Cisneros (UCD), Manuel Fraga Iribarne (AP), Miguel Herrero y Rodríguez de Miñón (UCD), Gregorio Peces-Barba (Socialistas del Congreso), José Pedro Pérez Llorca (UCD), Miquel Roca i Junyent (Minoria Catalana), i Jordi Solé Tura (PCE). Aquestes set personalitats seran conegudes popularment amb el nom de pares de la Constitució
Després de rebre 3.100 esmenes al text inicial fou redactat un segon projecte que va ser aprovat per les dues Cambres i, per referèndum, pels espanyols el 6 de desembre de 1978 amb un 88,54 per cent de vots afirmatius i amb una participació del 67,11 per cent de la població amb dret a vot.

## Contingut
La Constitució de 1978 dona lloc a un sistema democràtic que es pot homologar amb les altres democràcies occidentals. Proclama els drets fonamentals, les llibertats públiques, la divisió de poders, la sobirania popular i un «Estat social i democràtic de dret», que adopta com a forma de govern la monarquia parlamentària. La Constitució de 1978 reconeix plenament les Comunitats Autònomes.

### Estructura
Té un total de 169 articles, quatre disposicions addicionals, nou de transitòries i una de derogatòria.
- Preàmbul: Es troba fora de l'articulat i no té força obligatòria. Fa menció als valors democràtics, al respecte dels drets humans i a la consagració de l'Estat de Dret, protegir les seves cultures i tradicions, llengües i institucions.
- Títol preliminar: Recull els principis generals de l'ordenament constitucional. (Articles de l'1 a 9)
- Títol I: Dels drets i deures fonamentals (Art 10) 
  - Capítol Primer Dels espanyols i els estrangers (Art 11 a 13)
  - Capítol Segon Dels drets i deures fonamentals (comprèn de l'article 14 i dues seccions, fins a l'article 38)
    - Secció 1a: Dels drets fonamentals i de les llibertats públiques (Art 15 al 29, els únics que poden ser regulats per una llei orgànica)
    - Secció 2a: Dels drets i deures dels ciutadans (Art 30 al 38)

  - Capítol Tercer Dels Principis rectors de la política social i econòmica (Art 39 al 52)
  - Capítol Quart De les garanties de les llibertats i drets fonamentals (Art 53 i 54)
  - Capítol Cinquè De la suspensió dels drets i llibertats (Art 55)
- Títol II: De la Corona (Art 56 a 65)
- Títol III: De les Corts Generals
  - Capítol primer De les cambres (Art 66 a 80)
  - Capítol segon De l'elaboració de les lleis (Art 81 a 92)
  - Capítol tercer Dels tractats internacionals (Art 93 a 96)
- Títol IV: Del Govern i l'Administració (Art 97 a 107)
- Títol V: De les relacions entre el Govern i les Corts Generals. (Art 108 a 116)
- Títol VI: Del Poder Judicial (Art 117 a 127)
- Títol VII: Economia i Hisenda (Art 128 a 136)
- Títol VIII: De l'organització territorial de l'Estat
  - Capítol primer Principis generals (Art 137 a 139)
  - Capítol segon De l'administració local (Art 140 a 142)
  - Capítol tercer De les Comunitats Autònomes (Art 143 a 158)
- Títol IX: Del Tribunal Constitucional (Art 159 a 165)
- Títol X: De la reforma constitucional. (Art 166 a 169)

A més també inclou quatre disposicions addicionals, 9 de transitòries, una de derogatòria i una de final.

### Títol Preliminar
La constitució espanyola es basa principalment en els 9 articles que l'encapçalen:
- Article 1

1. Espanya es constitueix en un Estat social i democràtic de Dret, que propugna com a valors superiors del seu ordenament jurídic la llibertat, la justícia, la igualtat i el pluralisme polític.
2. La sobirania nacional resideix en el poble espanyol, del qual emanen els poders de l'Estat.
3. La forma política de l'Estat espanyol és la Monarquia parlamentària.

- Article 2

La Constitució es fonamenta en la indissoluble unitat de la Nació
espanyola, pàtria comuna i indivisible de tots els espanyols, i reconeix i garanteix el dret a l'autonomia de les nacionalitats i de les
regions que la integren i la solidaritat entre totes elles.
- Article 3

1. El castellà és la llengua espanyola oficial de l'Estat. Tots els espanyols tenen el deure de conèixer-la i el dret d'usar-la.
2. Les altres llengües espanyoles seran també oficials en les respectives Comunitats Autònomes d'acord amb els seus Estatuts.
3. La riquesa de les diferents modalitats lingüístiques d'Espanya és un patrimoni cultural que serà objecte d'especial respecte i protecció.

- Article 4

1. La bandera d'Espanya és formada per tres franges horitzontals, vermella, groga i vermella; la groga és de doble amplada que la de cadascuna de les vermelles.
2. Els Estatuts podran reconèixer banderes i ensenyes pròpies de les Comunitats Autònomes. Aquestes s'utilitzaran juntament amb la bandera d'Espanya en els seus edificis públics i en els seus actes oficials.

- Article 5

La capital de l'Estat és la vila de Madrid.
- Article 6

Els partits polítics expressen el pluralisme polític, concorren a la
formació i a la manifestació de la voluntat popular i són instrument
fonamental per a la participació política. Podran ser creats i exerciran
la seva activitat lliurement dins el respecte a la Constitució i a la llei.
L'estructura interna i el funcionament hauran de ser democràtics.
- Article 7

Els sindicats de treballadors i les associacions empresarials contribueixen a la defensa i a la promoció dels interessos econòmics i socials que els són propis. Podran ser creats i exerciran la seva activitat lliurement dins el respecte a la Constitució i a la llei. L'estructura
interna i el funcionament hauran de ser democràtics.
- Article 8

1. Les Forces Armades, constituïdes per l'Exèrcit de Terra, l'Armada i l'Exèrcit de l'Aire, tenen com a missió garantir la sobirania i la independència d'Espanya, defensar-ne la integritat territorial i l'ordenament constitucional.
2. Una llei orgànica regularà les bases de l'organització militar de conformitat amb els principis de la present Constitució.Primera pàgina de la Constitució espanyola de 1978, amb simbologia franquista.

- Article 9

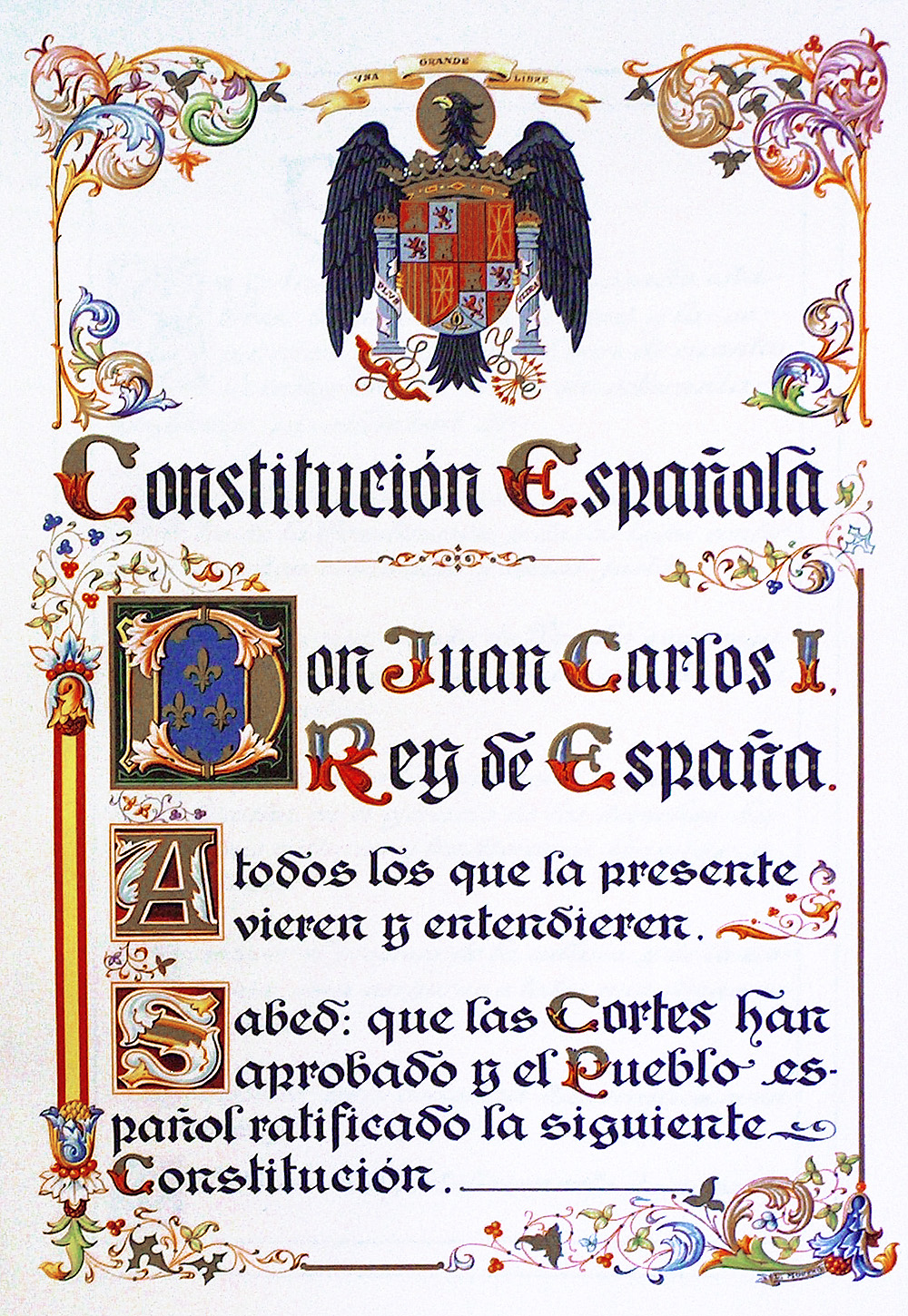
Primera pàgina de la Constitució espanyola de 1978, amb simbologia franquista.

1. Els ciutadans i els poders públics resten subjectes a la Constitució i a la resta de l'ordenament jurídic.
2. Correspon als poders públics de promoure les condicions per tal que la llibertat i la igualtat de l'individu i dels grups en els quals s'integra siguin reals i efectives; remoure els obstacles que n'impedeixin o en dificultin la plenitud i facilitar la participació de tots els ciutadans en la vida política, econòmica, cultural i social.
3. La Constitució garanteix el principi de legalitat, la jerarquia normativa, la publicitat de les normes, la irretroactivitat de les disposicions sancionadores no favorables o restrictives de drets individuals, la seguretat jurídica, la responsabilitat i la interdicció de l'arbitrarietat dels poders públics.

## La Constitució i la cultura catalana
La Constitució Espanyola de 1978 no reserva cap paper a les llengües no castellanes a nivell estatal, i les relega a un paper secundari àdhuc als territoris on són pròpies, atès que es referma el castellà com a llengua oficial de tot l'Estat i s'obliga tots els espanyols a conèixer-la (art. 3.1), si bé permet que els estatuts d'autonomia reconeguin d'altres llengües com a cooficials a les respectives comunitats autònomes (art. 3.2), però assolint un rang secundari de «dret» i no d'«obligació», encara que l'Estatut d'Autonomia de Catalunya diu que «els ciutadans de Catalunya tenen el dret i el deure» de conèixer el català (art.6.2).

## Procediment de reforma constitucional
El procediment de reforma està previst a la pròpia constitució, al Títol X. De la reforma constitucional (articles 166 a 169). El títol pretén crear un sistema que, d'una banda, no permeti modificacions massa fàcils del text constitucional, però que d'altra banda, les faci possibles quan calgui. Així, és la segona constitució espanyola que autoregula la reforma constitucional.
L'art. 166 remet a l'article 87.1 i 87.2 per a la iniciativa de reforma constitucional. La iniciativa no pot fer-se, a diferència de la iniciativa legislativa regular, per part d'iniciativa legislativa popular. Per tant, la iniciativa la pot tenir el Govern d'Espanya, el Congrés dels Diputats, el Senat o les assemblees legislatives de les comunitats autònomes. La iniciativa està condicionada perquè no es puga fer en temps de guerra o quan s'haja decretat un estat dels prevists a l'art. 116 (alarma, excepció, o setge).
El procediment de reforma pot ser de dos tipus: procediment ordinari o procediment agreujat. L'agreujat o de màxima rigidesa està regulat a l'article 168, i s'aplica quan es vol fer una reforma total o una reforma parcial que afecti el Títol Preliminar, el Capítol II, Secció primera, del Títol I o el Títol II. De la Corona. Per a la resta de parts, s'aplica el procediment ordinari, regulat a l'article 167.
Reforma ordinària o no essencial
La reforma ordinària requereix l'aprovació del projecte de reforma per majoria de 3 cinquenes parts de cadascuna de les cambres. Si la votació és suficient per a aprovar-la, la reforma és aprovada i entra en vigor quan és publicada, excepte si se sol·licita en els 15 dies posteriors a l'aprovació i per una desena part dels membres de les cambres que se sotmeti a un referèndum. Si en ambdues cambres el projecte no obté la majoria suficient, decau. Si soles una cambra no l'aprova amb prou majoria, hi ha dos opcions:
- Es forma una comissió de composició paritària entre membres d'una i altra cambra que presenta un text i es vota a les dues cambres amb els mateixos requisits (3/5 parts de majoria que l'aproven).[14]
- O es varia la majoria necessària, demanant la majoria absoluta al Senat i de dos terços al Congrés.[15]

Reforma agreujada o essencial
Perquè prosperi una reforma que afecti el Títol Preliminar, el Capítol II, Secció primera, del Títol I o el Títol II, cal que: primer, ambdues cambres l'aproven per majoria de dos terços; aleshores les Corts Generals es dissolguen i es convoquen eleccions i les noves Corts elegides l'aproven amb majoria de dos terços sense modificacions en el text i finalment ha de ser sotmès a referèndum.

## Història de les reformes
Hi ha hagut dues reformes de la Constitució espanyola:

### Reforma del 1992
Amb la creació de la ciutadania europea, les Corts Generals reformaren l'article 13.2 per fer possible que qualsevol ciutadà de la Unió resident a Espanya tingui dret a ser elegible a les eleccions municipals, d'acord amb les exigències del Tractat de Maastricht.

### Reforma del 2011
L'any 2011 el PP i el PSOE, amb el suport d'UPN, van pactar la reforma de l'article 135, per a establir-hi un sostre de deute constitucional, d'acord amb el principi d'estabilitat financera, per tal de controlar el dèficit. La reforma va ser realitzada per procediment d'urgència i amb lectura única el 23 d'agost de 2011 pel President del Govern José Luis Rodríguez Zapatero. La reforma va prosperar atès que aquests tres partits tenien conjuntament més del 90% de senadors i diputats; i tampoc no es va convocar referèndum, ja que no va ser sol·licitat per un 10% dels representants d'alguna de les dues cambres, dins del termini previst que va finalitzar el 26 de setembre de 2011.
El 2017 es va crear la Comissió del Congrés dels Diputats per a l'Avaluació i Modernització de l'Estat Autonòmic per a una possible reforma constitucional. Aquesta comissió no va arribar a fer res pràctic.